# Шадек (Польша)
Шадек (пол. Szadek)  —  город  в Польше, входит в Лодзинское воеводство,  Здуньсковольский повят.  Имеет статус городско-сельской гмины. Занимает площадь 17,99 км². Население 2050 человек (на 2004 год).

## История

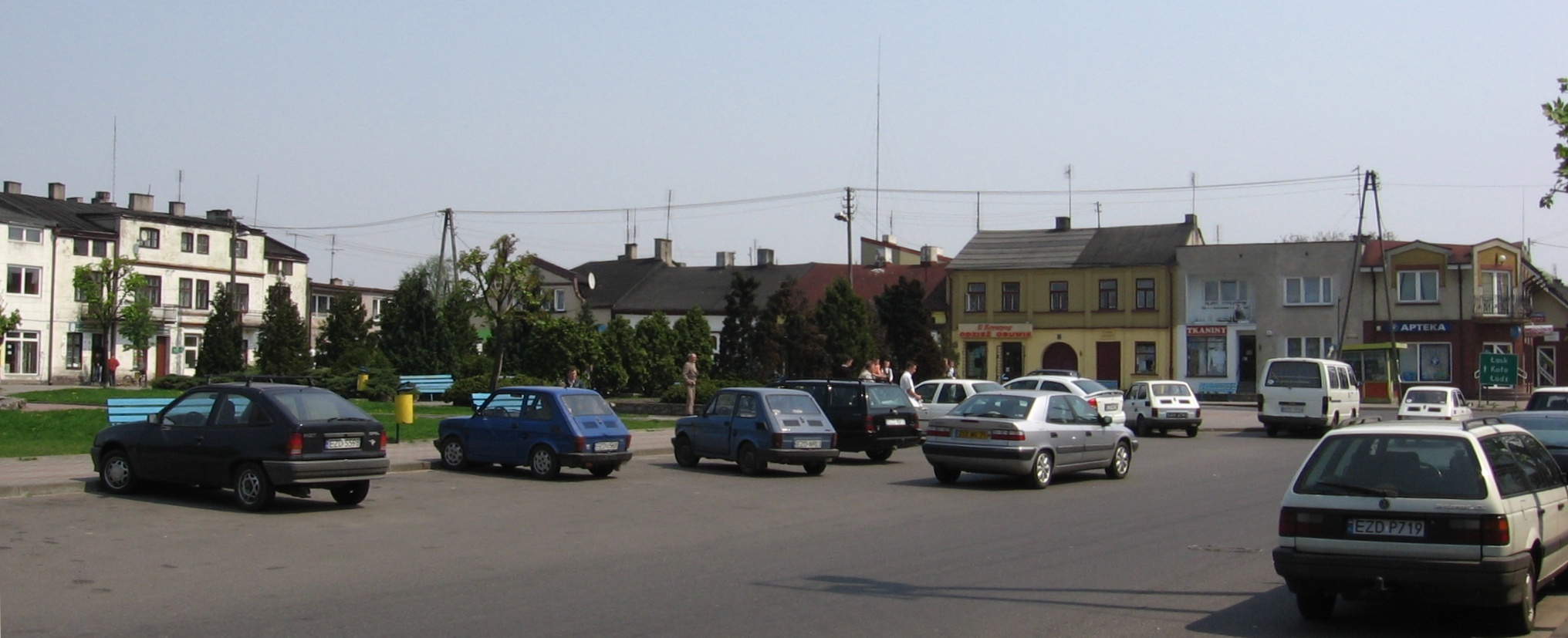
Рынок